# Tchouk tchouk musik
Singles de Priscilla
Regarde-moi (teste-moi, déteste-moi)
(2002) Toujours pas d'amour
(2004)
Clip vidéo
[vidéo] « Tchouk tchouk musik (Groove Mix, audio) », sur YouTube
Tchouk tchouk musik est une chanson de la chanteuse française Priscilla extraite de son deuxième album, intitulé Priscilla et sorti en décembre 2002.
C'est une de ses chansons les plus connues,,,,.
Le 15 avril 2003, quatre mois après la sortie de l'album, la chanson a été publiée en single. C'était le deuxième, après Regarde-moi (teste-moi, déteste-moi), et dernier single de cet album.
La chanson a débuté à la 24e place en France dans la semaine du 19 avril 2003 et trois semaines plus tard a atteint sa meilleure position à la 7e place.

## Liste des titres
| 1. | Tchouk tchouk musik (Groove Mix) | 3:27 |
| 2. | Petit Navire                     | 4:32 |

| 1. | Priscilla t'apprend la chorégraphie |  |

## Classements
| Classement (2003)                       | Meilleure position |
| --------------------------------------- | ------------------ |
| Belgique (Wallonie Ultratop 50 Singles) | 38                 |
| France (SNEP)                           | 7                  |
| Suisse (Schweizer Hitparade)            | 47                 |

## Certifications
| Région                                                                                                 | Certification | Ventes/Streams |
| --- | ------------- | -------------- |
| France (SNEP)                                                                                          | Or            | 250 000*       |
| *Ventes selon la certification ^Mise en rayon selon la certification xNon précisé par la certification |               |                |